# Ievgueni Trembovelski
Ievgueni Trembovelski (en russe : Евгений Трембовельский), né le 5 août 1939 à Alma-Ata, est un musicologue russe. Il est connu dans le milieu de la musique pour ses études des œuvres de Modeste Moussorgski.

## Biographie
Ievgueni Trembovelski naît à Alma-Ata (aujourd'hui Almaty) au Kazakhstan. En 1962, il est diplômé du conservatoire (histoire et théorie de la musique). Les deux années suivantes, il enseigne en collège, puis entre 1971 et 1976, il enseigne au conservatoire d'Almaty en tant que chef du département harmonie,. Dès 1967, il publie ses premiers travaux sur la musique.
En 1977, il s'installe à Voronej à l'invitation de l'institut des arts (conservatoire). En 1981, il est chef du département de théorie et d'histoire de la musique et de 1979 à 1983, chef du département des sciences. Il est nommé professeur en 1993, après avoir soutenu sa thèse de doctorat sur l'harmonie chez Moussorgski (Moussorgski : les principes du développement).
Ievgueni Trembovelski est l'auteur de six ouvrages (dont Le Style de Moussorgski) et d'environ 200 articles de musicologie (esthétique de la musique, problématique de méthodologie...) et d'actualité musicale (critique de concert…),.

## Prix et récompenses
- 1996 : Artiste émérite de la fédération de Russie[3],
- 1999 : Médaille d'or Pouchkine : « pour sa contribution au développement, à la préservation et l'augmentation des traditions de la culture nationale »[2],
- 2000 : lauréat du Prix régional Voronej, M.E. Pyatnitsky,
- 2002 : Ordre de l'Amitié[3],
- 2009 : prix Dmitri Chostakovitch,
- 2009 : Médaille d'or de l'Union des compositeurs de Moscou : « pour sa contribution au développement et à la promotion de la musique contemporaine ».

## Écrits
- Moussorgski : les principes du développement [« М.П.Мусоргский: принципы ладового развития »], thèse de doctorat, Université d'État de Voronezh, 1992
- (ru) Стиль Мусоргского : лад, гармония, склад [« Le style de Moussorgski : tonalité, harmonie, composition »], Moscou, Kompozitor,‎ 2010 (1re éd. 1999), 435 p. (ISBN 542540011X, OCLC 670281385, présentation en ligne) — Dans l'ouvrage, l'auteur montre que Moussorgski a créé une nouvelle tendance musicale dans la composition et trace son influence sur la musique moderne.
- Problèmes théoriques de la symphonie nationale. Symphonies d'Almaty d'Ievgueni Brusilovski [« Теоретические проблемы национального симфонизма. Алматинские симфонии Евгения Брусиловского »]. Moscou, Kompozitor, 2010[4]
- (ru) Horizons de la musique : le passé dans le présent et le futur [« Горизонты музыки: прошлое в настоящем и будущем »], Moscou, Kompozitor,‎ 2015, 724 p. (ISBN 978-5-4254-0091-8, OCLC 936376683, présentation en ligne)